# Ray William Johnson
Ray William Johnson (n. 1981) este un comedian, scenarist, și producător american.